# Выпасное (Одесская область)

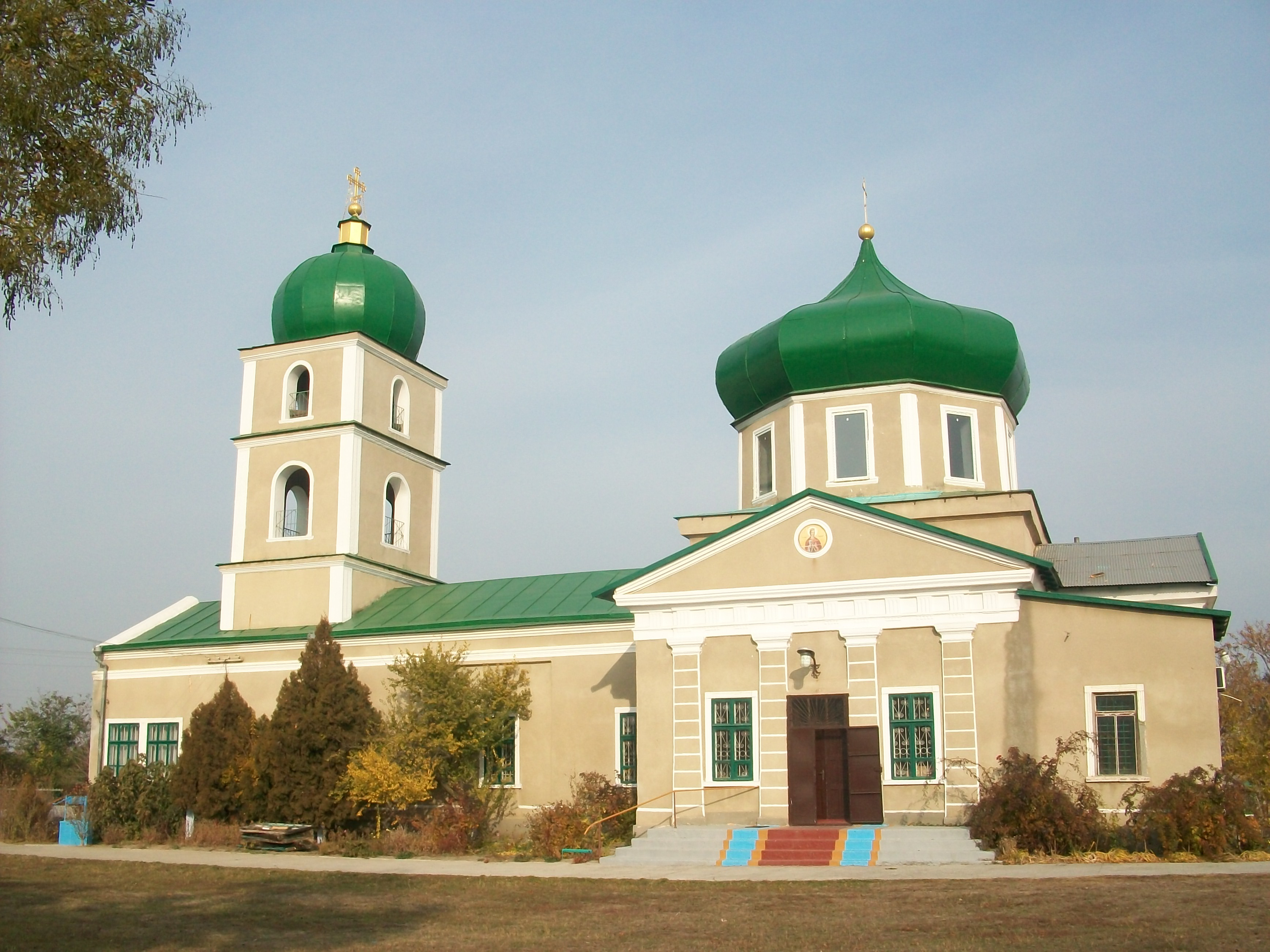
Церковь в селе (вид 1)

Выпасное (укр. Випасне) — село, относится к Белгород-Днестровскому району Одесской области Украины.

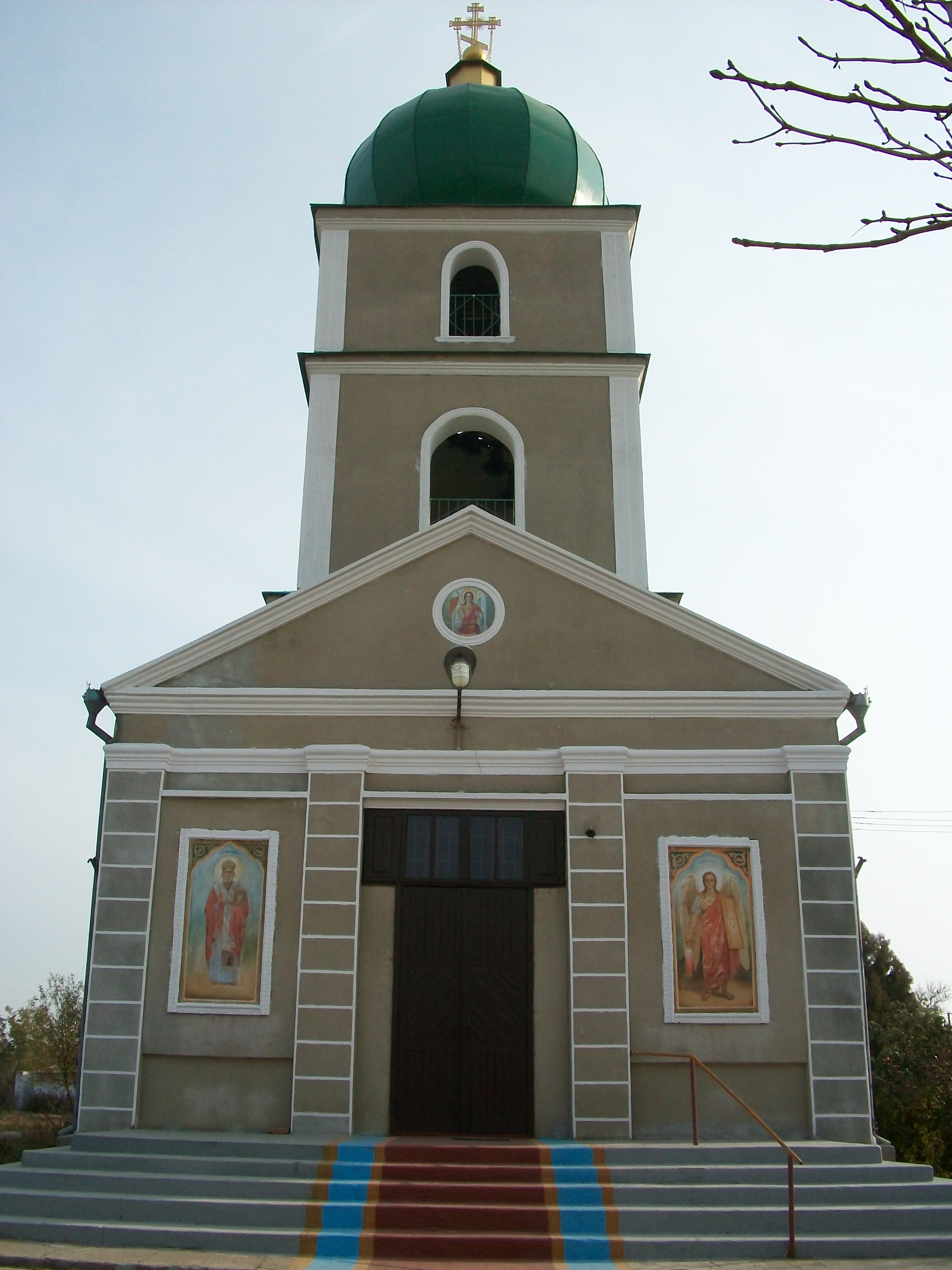
Церковь в селе (вид 2)

На румынских картах — Турлаки.

## История
На 1910 год Турлаки посад Российской империи в Бессарабской губернии, Аккерманского уезда, при Днестровском лимане, в 3 ½ версты к западу от города Аккерман. Основан в 1395 году литовским князем Витовтом. 5202 жителей; две церкви, почта и телеграф. При раскопке в 1900 году большого кургана найдено 15 фунтов греческих и римских монет.
В 1945 году Указом ПВС УССР село Турлаки переименовано в Выпасное.
Население по переписи 2001 года составляло 7675 человек. Почтовый индекс — 67754. Телефонный код — 4849. Занимает площадь 12,23 км².

## Известные жители и уроженцы
- Даниленко, Иван Яковлевич (1929—2005) — Герой Социалистического Труда.
- Чередниченко, Анатолий Григорьевич (род. 1956) — украинский спортсмен и политический деятель.

## Местный совет
Местный совет находится по почтовому адресу: улица Кишинёвская, дом № 167, село Выпасное, Белгород-Днестровский район, Одесская область, Украина, 67752.